# Leanne
Leanne  è un nome proprio di persona inglese femminile.

## Varianti
- Femminili: Leanna[2], Leann[3], Leeann[4], Lianne (rara)[5]

## Origine e diffusione
Si tratta di un nome composto, formato dall'unione di Lee e Anne. Va notato che la variante Lianne è anche una forma francese di Liana.

## Onomastico
In quanto nome composto, l'onomastico può essere festeggiato lo stesso giorno dei nomi che lo compongono.

## Persone
- Leanne Rowe, attrice inglese

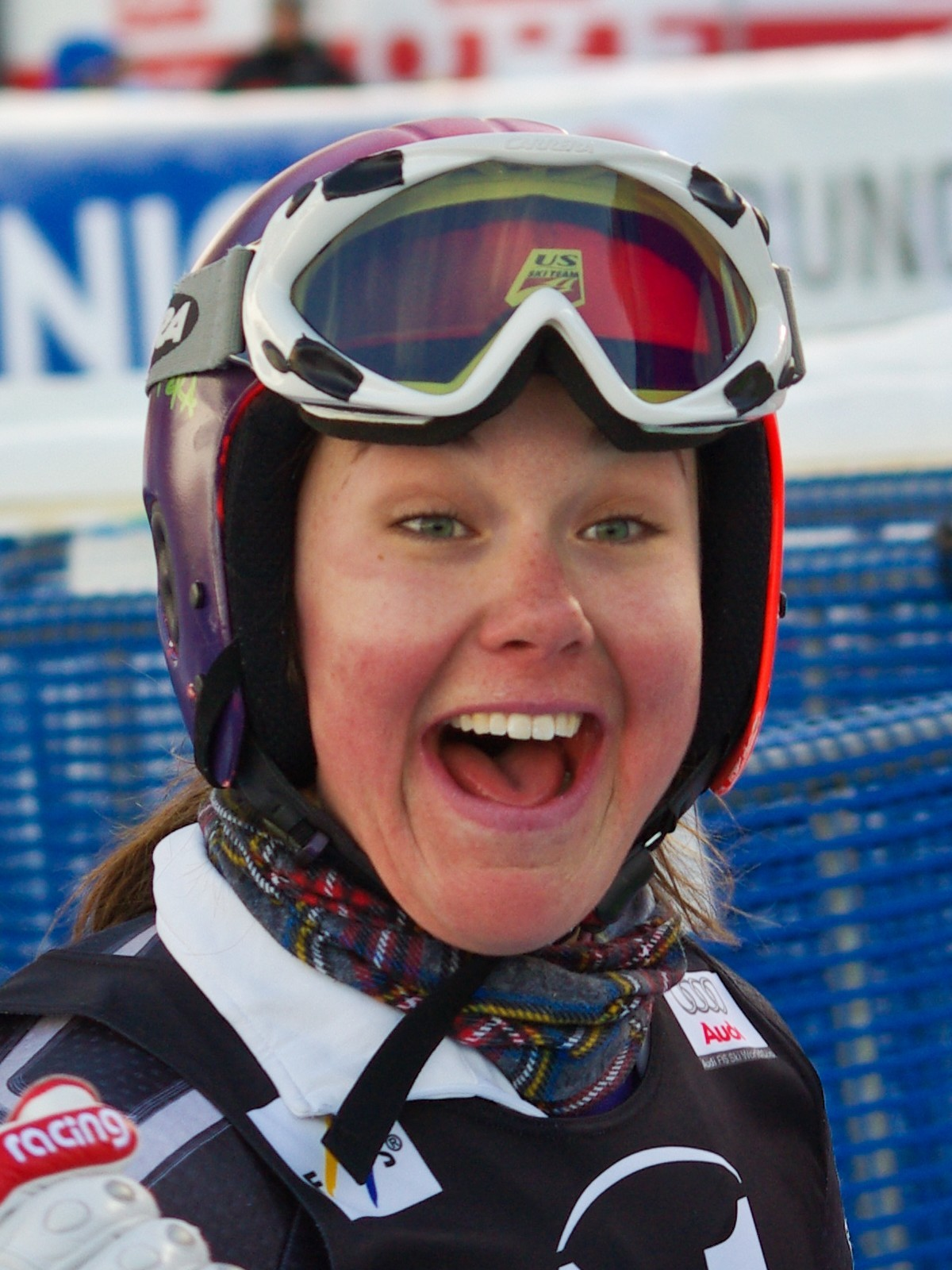
Leanne Smith

- Leanne Smith, sciatrice alpina statunitense

## Il nome nelle arti
- Leanne Guilford è un personaggio del film del 2000 La famiglia del professore matto, diretto da Peter Segal.
- Leanne McIntyre è un personaggio della serie televisiva Matlock.